# Nanon (Balzac)
Nanon é uma personagem fictícia da Comédia Humana de Honoré de Balzac.
Nascida por volta de 1769, foi vaqueira antes de entra para o serviço do pai Grandet, com vinte anos. Tem muita afeição por Eugénie, filha do patrão, de quem se faz, às vezes cúmplice, e permite-se alguns deslizes na gestão financeira da casa para agradar a Charles Grandet.
Mas ela é anda mais devotada a Felix Grandet. É ela que ajuda o pai Grandet a contar seu ouro durante a noite. Em 1819, apesar de seu parco salário, ela consegue economizar quatro mil francos que ela deposita para pensão junto a mestre Cruchot.
Com a morte de seu pai, Eugénie lhe oferece uma pensão de mil e duzentos francos, e a torna sua dama de confiança. Nanon administra agora tudo na casa, e os interesses de Eugènie. Com cinquenta nove anos, toma interesse por Antoine Cornoiller, que se casa com ela, não apenas por sua fortuna, mas também por suas qualidades.
Para todos, Nanon é a "grande Nanon", alcunha devida à sua altura excepcional. Ela não aparece em nenhum outro romance que não Eugènie Grandet.